# Piste d'Abu Ali
L'Aéroport d'Abu Ali est une petite piste d'atterrissage sur l'île d'Abou Ali, une dépendance de la ville de Jubail, dans la province orientale de Arabie saoudite, sur une superficie d'environ 0,5 km2.

## Historique
La piste, propriété de Saudi Aramco, la compagnie pétrolière nationale d'Arabie saoudite, a été utilisée pour le transport du personnel entre l'île et d'autres aéroports. Il est devenu inactif, surtout depuis le développement des zones résidentielles à proximité de Jubail.

## Installations
L'infrastructure est réduite : pas de terminal, une zone de 2 200 m2 pour les mouvements d'aéronefs, un parking extérieur à la piste (1 510 mètres de long, 27 mètres de large), sans lumières ni système d'aide à l'atterrissage aux instruments.